# OFF – Życie bez dotacji

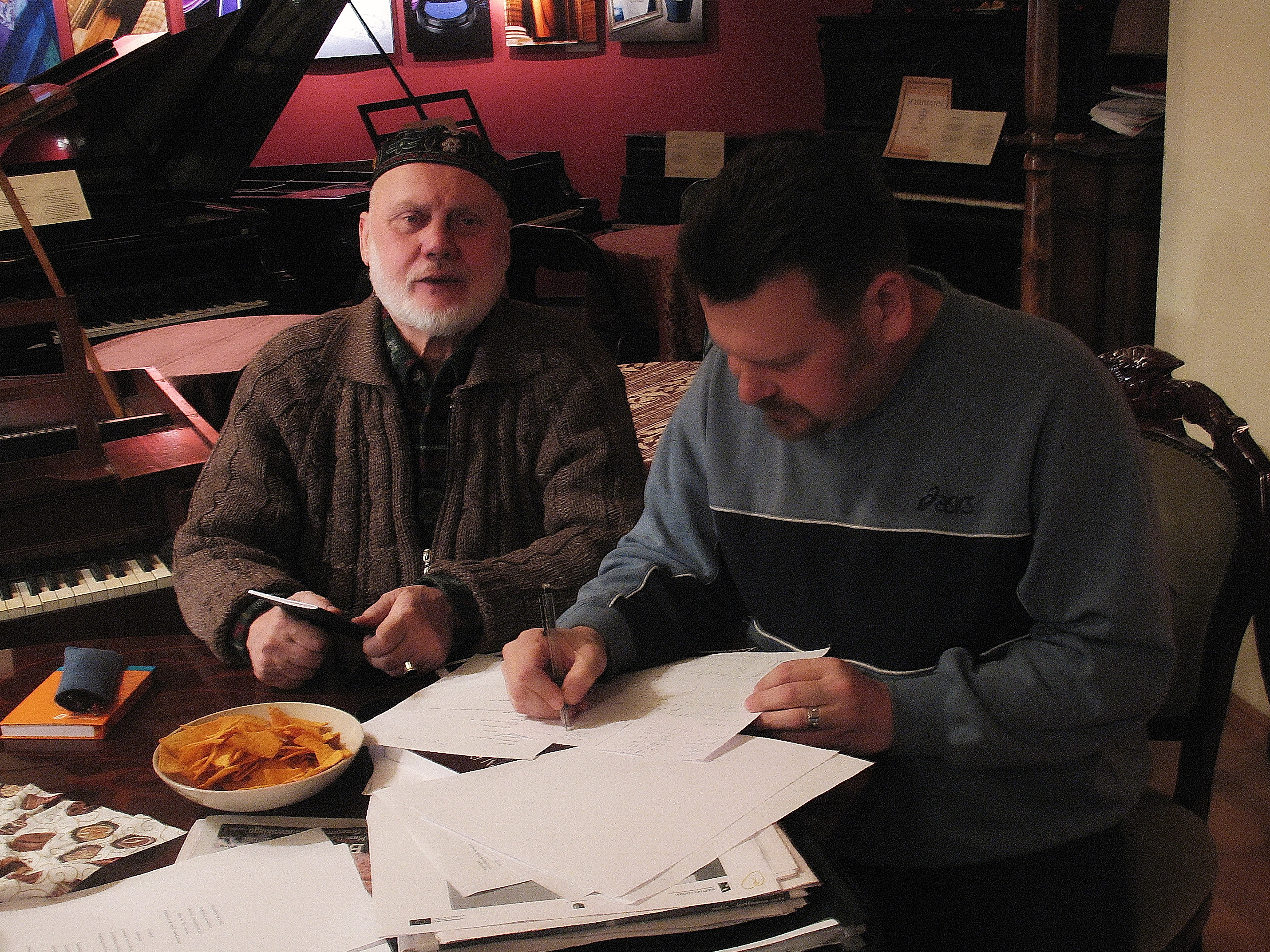
Andrzej Przybielski i Jarosław Pijarowski w trakcie przygotowań do sesji nagraniowej utworu:„Stacja Życie (Sacrum)”

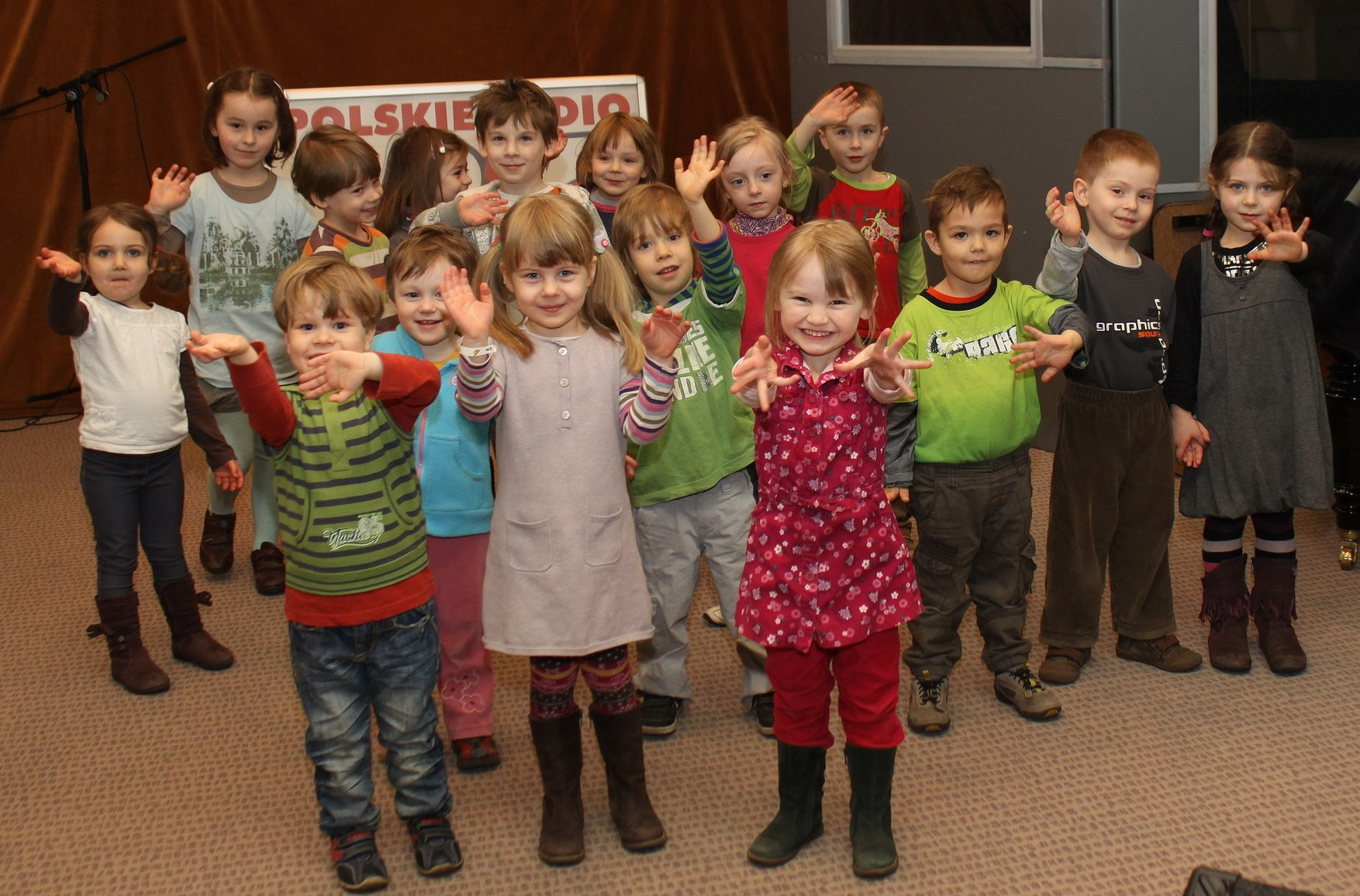
Wychowankowie Fundacji Kreatywnej Edukacji w trakcie sesji nagraniowej utworu:„Nowe Chiny” w Polskim Radiu.

OFF – Życie bez dotacji – płyta muzyczna dotycząca twórczości Jarosława Pijarowskiego z lat 1998 - 2015. Płyta została wydana wraz z książką zatytułowaną - „Pijarowski - OFF - Życie bez dotacji”.

## Płyta
Materiał muzyczny zawiera kompozycje zrealizowane w latach 2010–2015 przez Jarosława Pijarowskiego, oraz zespoły i artystów z którymi współpracował. Całość została opracowana, nagrana i zmiksowana przez J. Pijarowskiego w studiach nagraniowych w Bydgoszczy, Warszawie, Krakowie. Mastering wykonano w studiu Yacob Records w Bydgoszczy. Płyta kompaktowa została wydana dzięki stypendium Urzędu Miasta Bydgoszczy.

### Lista utworów[3]
1. „Mourning drops dancing on the spider's web” - J. Pijarowski (muzyka: J. Pijarowski, mix i produkcja: J. Pijarowski)
2. „Samotność we dwoje (live w radiu PiK)” - J. Pijarowski & Sambor Dudziński (muzyka: J. Pijarowski & Sambor Dudziński, mix i produkcja: J.Pijarowski)
3. „Dorothea (demo)” - Key Pax (muzyka: M. Maciejewski; tekst, mix i produkcja: J. Pijarowski)
4. „Moja Kartagina (Palingeneza)” - Key Pax (muzyka: M. Maciejewski; tekst, mix i produkcja: J. Pijarowski); wokal: Leszek Goldyszewicz
5. „Mądry człowiek ” (demo - remastered) - Pro Vox - (muzyka: Bogusław Raatz; tekst, mix, produkcja: J. Pijarowski)
6. „Moi wierni” (demo - remastered) - Pro Vox - (muzyka: Bogusław Raatz; tekst, mix, produkcja: J. Pijarowski)
7. „Psalm 130” (demo - remastered) - Pro Vox - (muzyka: Bogusław Raatz; tekst, mix, produkcja: J. Pijarowski)
8. „Gate 2012/2013" - (fragment) wersja bez lektora Teatr Tworzenia - (muzyka: Teatr Tworzenia, Carl Orff; tekst, mix, produkcja: J. Pijarowski)
9. „Egzorcysta - Prolog - Tyś nałogiem mym” (demo remastered) (tekst, mix, produkcja i udźwiękowienie J.Pijarowski); wokal: Andrzej Gawroński, Iwona Wasilewska
10. „Idę ciągle idę” - Teatr Tworzenia - (muzyka: Andrzej Nowak (gitarzysta), Michał Kielak, Jakub Marszałek; tekst, mix, produkcja: J.Pijarowski)[4]
11. „Stacja Życie (Sacrum)” - wersja alternatywna - A. Przybielski & J. Pijarowski (muzyka: Andrzej Przybielski, tekst i wokal: J. Pijarowski) mix, produkcja:Madżonga Studio J. Hejmana
12. „I borrow the taste of Your words” - E. Srzednicka & J. Pijarowski (udźwiękowienie, mix, produkcja: J. Pijarowski) wokal: Eurazja Srzednicka
13. „Wiesz..., co lubisz” (alt. version) - E. Srzednicka & J. Pijarowski (tekst, udźwiękowienie, mix, produkcja: J. Pijarowski) wokal: Eurazja Srzednicka i J.Pijarowski
14. „Proteiny (Prawo Ojca)” - wersja studyjna - demo (muzyka: Marek Piekarczyk, Michał Kielak; tekst: J. Pijarowski)[5]
15. „Nowe Chiny” - Fundacja Kreatywnej Edukacji - (tekst, produkcja: J. Pijarowski; udźwiękowienie, mix: M. Worobiej i J.Pijarowski)
16. „Ukochany kraj (demo ver.2014)” E. Srzednicka & J. Pijarowski (tekst: Konstanty Ildefons Gałczyński i J.Pijarowski, muzyka: Tadeusz Sygietyński i J. Pijarowski) wokal: Eurazja Srzednicka i J. Pijarowski
17. „Kajdany Wolności” (wersja alternatywna) - G. Nadolny i J. Pijarowski (muzyka: Grzegorz Nadolny; tekst: J. Pijarowski)
18. „Przesłanie” J. Skolias & J.Pijarowski (aranżacja: Jorgos Skolias i J. Pijarowski) wokal: Jorgos Skolias
19. „For Whom” z płyty The dream Off Penderecki

## Książka
Książka opracowana przez Jakuba Pawlewicza i J.Pijarowskiego opisuje genezę i kalendarium działań Teatru Tworzenia oraz teksty wybrane z twórczości artystycznej J.Pijarowskiego. Całość opublikowało wydawnictwo Arcanus w kooperacji z ICB Polska. 

### Teksty wybrane – opublikowane w książce
1. „Wszyscy żyjemy nadzieją” - tekst wykorzystany w widowisku „Czasoprzestrzeń” oryginalne wykonanie: Marek Piekarczyk
2. „Obok” - tekst z widowiska muzycznego „Album Rodzi Inny” oryginalne wykonanie: Paulina Heyer
3. „Może”
4. „Księżyc – (DHania)”
5. „Spacer po Paryżu (Majka)” - tekst z widowiska muzycznego „Album Rodzi Inny” oryginalne wykonanie: Paulina Heyer i Jarosław Pijarowski
6. „Smak Mroku”
7. „Tyś nałogiem mym” - tekst wykonany w impresji muzycznej przez Iwonę Wasilewską
8. „Nazajutrz”
9. „Album Rodzi Inny” - utwór tytułowy z widowiska muzycznego „Album Rodzi Inny” oryginalne wykonanie: Jarosław Pijarowski
10. „Proteiny (Prawo Ojca)” tekst wykorzystywany w kampaniach społecznych dotyczących praw ojców pozbawionych kontaktu z własnymi dziećmi. oryginalne wykonanie: Marek Piekarczyk – voc., Michał Kielak – hm[6]
11. „Stacja Życie (Sacrum)”
12. „Pustka”
13. „Kontakt na granicy cierpienia”
14. „Człowiek z Wysokiego Zamku” tekst z płyty Człowiek z Wysokiego Zamku (album) oryginalne wykonanie: Jarosław Pijarowski i Jorgos Skolias
15. „Powróćmy do przyszłości”
16. „Zasznurowane Usta – zasznurowane Sny”
17. „W restauracji na starym mieście”
18. „Vox Populi i Vox Dei” tekst wykorzystany przez grupę Schizma (zespół muzyczny) 90
19. „1944” – z cyklu „Z archiwum IPN-u“ tekst z repertuaru grupy Pro Vox
20. „Orwell” – z cyklu „Z archiwum IPN-u“ tekst z repertuaru grupy Pro Vox
21. „Ukochany Kraj” oryginalne wykonanie Eurazja Srzednicka i Jarosław Pijarowski
22. „Kajdany Wolności”
23. „Nowe Chiny” oryginalne wykonanie – dzieci i wychowawczynie z Fundacji Kreatywnej Edukacji
24. „Mądry Człowiek” tekst z repertuaru grupy Pro Vox
25. „W świetle Obowiązującego Prawa (Ofiary Domowe)” tekst z repertuaru grupy Pro Vox
26. „Nie bój się Starości” tekst z repertuaru grupy Pro Vox wykorzystany również w widowisku muzycznym „Martwa Natura“ Teatru Tworzenia
27. „Faux Pas! (komentarz do, komentarz po)” tekst z repertuaru grupy Pro Vox
28. „Słowangelia” (fragment) tekst wykorzystany w oratorium J.Pijarowskiego i Józefa Skrzeka Terrarium – Live in Bydgoszcz
29. „Idol” tekst z repertuaru grupy Pro Vox
30. „Usta spękane treścią” - pełna forma literacka wydana po raz pierwszy w 1998 roku, której fragmenty zostały wykorzystane na płycie „Kamień“(nagranej wraz z Jorgosem Skoliasem i Bogusławem Raatzem), oraz w wielu widowiskach i publikacjach Teatru Tworzenia, między innymi:„Zamek Dźwięku“ (2011), „Czasoprzestrzeń“ (2014)

## Informacje dodatkowe
- Na okładce wykorzystano autoportret J.Pijarowskiego
- Wyboru tekstów dokonała Anna Thiesler
- Skład został wykonany przez Wojciecha Lachowskiego